# Lactifluus
Lactifluus (Pers.) Roussel (mleczajowiec) – rodzaj grzybów z rodziny gołąbkowatych (Russulaceae).

## Systematyka i nazewnictwo
Pozycja w klasyfikacji według Index Fungorum: Russulaceae, Russulales, Incertae sedis, Agaricomycetes, Agaricomycotina, Basidiomycota, Fungi.
Rodzaj Lactifluus powstał w ramach ujednolicania taksonomii rodzaju Lactarius (mleczaj), przez podniesienie należącej do niego sekcji Lactifluus do rangi odrębnego rodzaju. Polską nazwę w 2021 r. zarekomendowała Komisja ds. Polskiego Nazewnictwa Grzybów Polskiego Towarzystwa Mykologicznego.
Niektóre gatunki:
- Lactifluus albocinctus (Verbeken) Verbeken 2012
- Lactifluus allardii (Coker) De Crop 2012
- Lactifluus angustus (R. Heim & Gooss.-Font.) Verbeken 2012
- Lactifluus annulatoangustifolius (Beeli) Buyck 2011
- Lactifluus annulifer (Singer) Nuytinck 2011
- Lactifluus atrovelutinus (J.Z. Ying) X.H. Wang 2012
- Lactifluus aurantiifolius (Verbeken) Verbeken 2012
- Lactifluus aureifolius (Verbeken) Verbeken 2011
- Lactifluus austrovolemus (Hongo) Verbeken 2012
- Lactifluus bertillonii (Neuhoff ex Z. Schaef.) Verbeken 2011 – mleczajowiec piekący
- Lactifluus bicolor (Massee) Verbeken 2012
- Lactifluus brachystegiae (Verbeken) Verbeken 2011
- Lactifluus brunneoviolascens (Bon) Verbeken 2012
- Lactifluus brunnescens (Verbeken) Verbeken 2012
- Lactifluus glaucescens (Crossl.) Verbeken 2012 – mleczajowiec zieleniejący
- Lactifluus pergamenus (Sw.) Kuntze 1891
- Lactifluus piperatus (L.) Roussel 1806 – mleczajowiec biel
- Lactifluus vellereus (Fr.) Kuntze 1891 – mleczajowiec chrząstka
- Lactifluus volemus (Fr.) Kuntze 1891 – mleczajowiec smaczny

Nazwy naukowe na podstawie Index Fungorum. Nazwy polskie na podstawie rekomendacji Komisji ds. Nazewnictwa Grzybów